# John Norum
John Terry Norum, född 23 februari 1964 i Vardø i Norge, är en svensk gitarrist och sångare. Han är känd både för sin medverkan i hårdrockgruppen Europe och för sin solokarriär.

## Biografi
Norum flyttade vid ett års ålder till Sverige. 1978 bildade han det svenska hårdrockbandet Europe och stannade till 1986 då meningsskiljaktigheter uppstod mellan honom och övriga medlemmar. Tre versioner om varför Norum lämnade bandet cirkulerar. Vid tidpunkten hävdade Norum att The Final Countdown var för tillrättalagd och att han ville att bandet skulle ha ett tyngre ljud med mindre keyboards. Senare har han hävdat att den egentliga orsaken var att han inte kom överens med bandets emissarie Thomas Erdtman, som senare visade sig ha lurat bandet på pengar genom oskäliga kontrakt. Norums efterträdare Kee Marcello hävdar däremot i sin självbiografi att Norum i själva verket sparkades ur bandet på grund av samarbetssvårigheter. Total Control  var det första soloalbumet från John Norum, efter att han lämnade Europe 1986. Albumet kom ut 2 november 1987. De ursprungliga medlemmarna i Europe höll kontakten under uppehållet mellan 1992 och 2004 och efter att spelat in soloskivor och spelat med andra band, ville de återbilda bandet Europe, som började spela igen och var klara med ett nytt album Start From The Dark till sommaren 2004. Sedan dess är John Norum Europes gitarrist.
Han har även medverkat på några av Eddie Meduzas tidiga album samt spelat med Don Dokken under hans soloperiod.
Norum har spelat gitarr sedan han var nio år.  Han har varit på omslaget till Skandinaviens ledande gitarrtidning FUZZ två gånger, första gången år 2000 och andra gången år 2004.
Han har en son född 2004 tillsammans med hustrun gitarristen Michelle Meldrum, som avled 2008. Han är numera sambo med Camilla Wåhlander och paret har två barn, födda 2012 och 2014.
Han är bror till sångerskan Tone Norum.

## Diskografi
| Eddie Meduza & the Roaring Cadillacs - Eddie Meduza & the Roaring Cadillacs (1979) - The Eddie Meduza Rock 'n' Roll Show (1979) - Dåren É Lös! - The Roaring Cadillac's Live (1983) - West A Fool Away (1984) Europe - Europe (1983) - Wings of Tomorrow (1984) - The Final Countdown (1986) - Start From The Dark (2004) - Secret Society (2006) - Almost Unplugged (2008) - Last Look at Eden (2009) - Bag of Bones (2012) - War of Kings (2015) - Walk The Earth (2017) | Solo - Total Control (1987) - Live in Stockholm (1990) - Face the Truth (1992) - Another Destination (1995) - Worlds Away (1996) - Face It Live '97 (1997) - Slipped into Tomorrow (1999) - Optimus (2005) - Play Yard Blues (2010) Don Dokken - Up from the Ashes (1990) Dokken - Long Way Home (2002) |

## Filmografi
- On the Loose (1985)[3]
- Far Out Man (1990)[4]